# Katie Holloway Bridge
Katie Holloway Bridge, née le 8 juin 1986 à Everett, est une joueuse américaine de volley-ball assis. Elle est triple championne paralympique, étant montée sur tous les podiums paralympiques depuis les Jeux de Pékin en 2008.

## Biographie
Holloway est née à Everett (Washington) avec une hémimélie du péroné, ce qui a entraîné l'amputation de son pied et de sa cheville droite lorsqu'elle avait 20 mois. Elle est équipée d'une prothèse à l'âge de 2 ans.
Au lycée, elle pratique le volley de 2000 à 2002 et le basket-ball de 2000 à 2004, dans les équipes valides grâce à sa prothèse. Son équipe de basket a participé au championnat de l'état en 2002 et 2003, ce qui la fait remarquer par les équipes universitaires. Pendant ses études de sociologie à l'université d'État de Californie à Northridge, elle porte les couleurs des Matadors en Division 1 de NCAA jusqu'en 2008. En parallèle, elle participe à plusieurs tournois de volley-ball assis.
Elle est sélectionnée avec l'équipe des États-Unis de volley-ball assis à partir de 2006, après que l'équipe nationale ait visité son université pour s'y entraîner,. Cette année là, elle participe aux championnats du monde à Ruremonde, terminant cinquième. Elle participe pour la première fois aux Jeux paralympiques en 2008 à Pékin, où elle remporte une médaille d'argent avec l'équipe des États-Unis, défaite par la Chine en finale. Elle est titrée championne des Amériques en 2010 lors des championnats handisports panaméricains. En 2012, elle remporte une nouvelle médaille d'argent aux Jeux paralympiques à Londres, les Américaines étant à nouveau battues par la Chine. Elle est désignée meilleure pointue de la compétition.
Elle remporte la médaille d'or aux Jeux parapanaméricains de 2015 à Toronto, puis en 2019 à Lima, où elle est porte-drapeau de la délégation américaine. Elle remporte le titre paralympiqueà Rio en 2016,. Capitaine de l'équipe des États-Unis depuis 2017, elle a mené son équipe à l'or paralympique à Tokyo en 2021 puis à Paris en 2024.

## Prise de position
Après les Jeux de Rio en 2016, elle s'engage pour que les athlètes paralympiques obtiennent des bonus équivalents aux athlètes olympiques de la délégation américaine.

## Palmarès
- Jeux paralympiques
  -  Médaille d'or à Paris en 2024
  -  Médaille d'or à Tokyo en 2021
  -  Médaille d'or à Rio en 2016
  -  Médaille d'argent à Londres en 2012
  -  Médaille d'argent à Pékin en 2008
- Championnats du monde
  -  Médaille d'argent aux championnat du monde de paravolley à Arnhem en 2018
  -  Médaille d'argent aux championnat du monde de paravolley à Elblag en 2014
- Jeux parapanaméricains
  -  Médaille d'or à Lima en 2019
  -  Médaille d'or à Toronto en 2015